# 이두초등학교 쌍호분교
이두초등학교 쌍호분교는 대한민국 경상북도 의성군 안사면에 있었던 공립 초등학교이다.

## 학교 연혁
- 1946년 10월 13일 쌍호국민학교 설립인가
- 1946년 12월 9일 개교 및 4학급 편성
- 1951년 7월 21일 제1회 졸업
- 1987년 3월 5일 병설유치원 개원
- 1996년 3월 1일 쌍호초등학교 개편
- 2005년 3월 1일 병설유치원 폐원
- 2014년 9월 1일 제29대 이금숙 교장 부임
- 2015년 2월 13일 제65회 졸업(남 2명, 여 1명, 계 3명 / 졸업생 총수 1,990명)
- 2015년 3월 1일 2학급 편성
- 2017년 3월 1일 이두초등학교 분교장 격하 편입
- 2019년 3월 1일 폐교 및 이두초등학교 통폐합[1]

## 출신 인물
- 전광훈